# Nocera Superiore
Nocera Superiore é uma comuna italiana da região da Campania, província de Salerno, com cerca de 22.641 habitantes. Estende-se por uma área de 14,710 km², tendo uma densidade populacional de 1542 hab/km². Faz fronteira com Cava de' Tirreni, Nocera Inferiore, Roccapiemonte, Tramonti.

## Demografia
| Variação demográfica do município entre 1861 e 2011                               |
|                                                                                   |
| Fonte: Istituto Nazionale di Statistica (ISTAT) - Elaboração gráfica da Wikipedia |